# Kesrisinghpur
Kesrisinghpur é uma cidade e um município no distrito de Ganganagar, no estado indiano de Rajastão.

## Demografia
Segundo o censo de 2001, Kesrisinghpur tinha uma população de 13,152 habitantes. Os indivíduos do sexo masculino constituem 53% da população e os do sexo feminino 47%. Kesrisinghpur tem uma taxa de literacia de 62%, superior à média nacional de 59.5%: a literacia no sexo masculino é de 69% e no sexo feminino é de 53%. Em Kesrisinghpur, 16% da população está abaixo dos 6 anos de idade.